# Хальмоши, Петер
Пе́тер Ха́льмоши (венг. Halmosi Péter; род. 25 сентября 1979 год, Сомбатхей, Венгрия) — венгерский футболист, полузащитник и защитник клуба «Халадаш». Выступал за сборную Венгрии.

## Биография
Петер игрок национальной сборной Венгрии, за которую провёл более 20-ти матчей.
Хальмоши рос в семье с большими спортивными традициями: его отец Золтан Хальмоши, так же играл в футбол и даже 11 раз выходил на поле в майке национальной сборной, его мать тоже профессиональный спортсмен, представляла Венгрию на нескольких международных легкоатлетических соревнованиях. Хальмоши дебютировал в футболе за местный клуб «Халадаш» в возрасте 18 лет и играл в нём ещё 5 лет, пока в 2002 не перебрался в австрийский «Грацер», в составе которого всего 8 раз выходил на поле. После нескольких игр за резерв, Хальмоши покинул Австрию, вернувшись в Венгрию, где подписал контракт с «Дебреценом». На протяжении следующих 4 лет он защищал цвета «красно-белых», но успешным этот период назвать нельзя.
Петер дебютировал за сборную в 2002 году, а в мае 2006 играл в составе венгерской сборной в матче против Англии на «Олд Траффорд», в той встрече англичане одержали победу 3:1.
У Хальмоши есть опыт выступления в Лиге чемпионов, в августе 2005 года, будучи игроком «Дебрецена», он выходил на поле в матчах 3-го квалификационного раунде против «Манчестер Юнайтед». Тем же летом игрока активно сватали в английские клубы, по слухам, на него претендовали «Эвертон», «Блэкберн Роверс», «Болтон», «Кристал Пэлас» и «Вест Хэм Юнайтед», а в январе 2006 года Хальмоши, по инициативе Гордона Стракана, прибыл на просмотр в «Селтик», но подписать постоянный контракт не удалось.
Следующим клубом Хальмоши стал «Плимут Аргайл», в который он изначально отправлялся на правах аренды до конца сезона 2006/07 с возможностью выкупа игрока по окончании аренды. 400 тысяч фунтов стерлингов, именно столько заплатил «Плимут» за трансфер Хальмоши, 16 мая 2007, поставив свою подпись под контрактом, венгр стал самым дорогим игроком в истории клуба на тот момент. Хотя пресса не исключала и другие варианты продолжения карьеры Хальмоши на «туманном альбионе», в списке претендентов значились «Селтик» и «Блэкберн Роверс». В «Плимуте» Петер выступал с другими венгерскими футболистами Кристианом Тимаром и Акошом Бужаки. 13 января 2007 года Петер дебютировал за «Аргайл», выйдя в выездном матче против «Норвич Сити», игра закончилось победой гостей 3:1. Хальмоши быстро завоевал доверие болельщиков, став одним из самых обсуждаемых футболистов последних лет.
15 июля 2008 года Холмоши вышел на товарищескую игру против «Норт Ферриби Юнайтед» в составе «Халл Сити», а на следующий день «тигры» подписали с ним 4-летний контракт, сумма отступных составила 2 миллиона фунтов стерлингов, а трансфер Хальмоши стал рекордным для клуба и шестым приобретением «Халла» в межсезонье.
Наставник «тигров» Фил Браун отметил отличную игру Хальмоши за сборную Венгрии и «Плимут», в особенности, Браун отметил его действия в четырёх матчах против «Халл Сити», которые он провёл в течение 16 месяцев на «Хоум Парк».
В качестве полноправного игрока «Халл Сити» Хальмоши дебютировал несколькими днями позже, в товарищеском матче против «Честерфильда» на стадионе «Салтергейт». Что же до официальных матчей, то Петер вписал своё имя в историю клуба, выйдя в составе на дебютный матч команды в Премьер-лиге против «Фулхэма», заменив на поле Ника Бармби. А первый гол за клуб пришёлся на Кубок Англии, в котором «Халл» обыграл «Шеффилд Юнайтед».